# 花井その子
花井 その子（はない そのこ、1963年12月29日- ）は、日本の元女性歌手。円谷プロダクション芸能部の専属アイドルであった。身長166cm。B80cm、W58cm、H85cm（1984年1月）。

## 来歴
子役「菅 照美」として、『ぼくら野球探偵団』にアリス役で出演。
1982年に歌手デビュー。キャッチコピーは「その子は、ヘルシーな光源体」
円谷プロダクション専属であり、『COSMIC★LOVE』ではバルタン星人、レッドキング、ピグモンが後ろで一緒に踊っていた。

## 作品
シングル
- 「キューピッドLOVE」　作詞：花井愛子 作曲：尾関裕司 編曲：志能研三
  - c/w「NO,NO,メイクアップ」　作詞：花井愛子 作曲：尾関裕司 編曲：志能研三
- 「COSMIC★LOVE」　作詞：篠塚満由美 作曲：都倉俊一 編曲：都倉俊一　
  - c/w「お・あ・ず・け」　作詞：篠塚満由美 作曲：都倉俊一 編曲：都倉俊一

## 出演
- ぼくら野球探偵団 - アリス役
- ウルトラマンキッズ M7.8星のゆかいな仲間 - ピコ役
- 麻世の真夜中デイト（1982年、テレビ東京） - 川崎麻世のパートナーとしてレギュラー出演
- 月曜ドラマランド「ザ・サムライ」（1986年2月24日、フジテレビ）
- 楽しく作る!!童話に出てくるお菓子の絵本
- アップルシティ500
- レッツゴーヤング（1984年1月8日）COSMIC★LOVE